# Kintyre

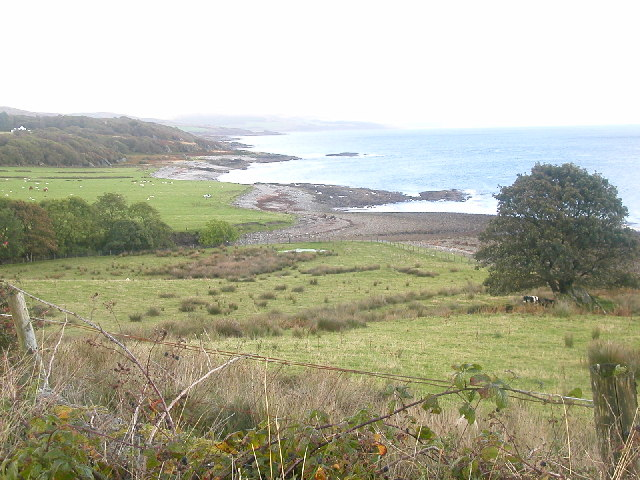
De noordkust van Kintyre

Kintyre (Schots-Gaelisch: Cinn Tìre) is een schiereiland in het westen van Schotland, in het zuidwesten van het raadsgebied Argyll and Bute. De regio strekt zich uit in een lengte van zo'n 48 kilometer, van de Mull of Kintyre in het zuiden, naar East Loch Tarbert in het noorden. De regio ten noorden van Kintyre heet Knapdale.
Het schiereiland is lang en smal en op geen enkel punt breder dan 18 kilometer. De oostkust van Kintyre wordt begrensd door Kilbrannan Sound, een gebied met enkele kustplaatsen. Het centrale gedeelte van het schiereiland is voornamelijk heuvelachtig. De kustgebieden zijn vruchtbaar. Kintyre was lang een gewaardeerd gebied voor kolonisten, inclusief voor de  Schotten, die in de vroege middeleeuwen migreerden van Ulster naar het westen van Schotland en de Vikingen die het gebied veroverden en zich er net voor het begin van het tweede millennium vestigden.
De belangrijkste stad van het gebied is Campbeltown, wat een koninklijke burgh was sinds de 18e eeuw. De economie van het gebied bestond lange tijd voornamelijk uit de visserij en de landbouw. In Campbeltown wordt ook single malt whisky geproduceerd, waaronder de Springbank.
In 1977 bracht Paul McCartney met Wings een eerbetoon aan dit Schotse schiereiland met de song Mull of Kintyre.